# Chimioautotrophie
La chimioautotrophie est le type trophique d'un organisme vivant qui produit ses composés organiques sans l'aide de la lumière comme source d'énergie (chimiotrophie) et avec une source de carbone minérale (autotrophie). L'organisme obtient son énergie en oxydant des substances inorganiques comme le soufre et l'ammoniac. Ce groupe est une subdivision des chimiotrophes et des autotrophes.